# 陶岱
陶岱，中國清朝官員，瓜爾佳氏，滿洲正藍旗人。
康熙三十七年（1698年）与贝和诺共同主持运米给籴朝鲜事。康熙三十九年（1700年），以吏部右侍郎署理兩江總督。后任仓场侍郎。